# Конституция Брунея
Конституция государства Бруней-Даруссалам (малайск. Perlembagaan negara Brunei Darussalam, англ. Brunei Darussalam's Constitution) — основной закон государства Бруней. Принята 29 сентября 1959 года, в этом же году вступила в силу, поправки вносились в 1971, 1984 и 2004 годах. Является первой и единственной конституцией государства Бруней.
Фундаментом политической системы, государственности и порядка в Брунее, являются конституция и традиции Маалайской исламской монархии: при наличии основного закона государства, полная власть передана султану, позволяя отменять конституционные положения и вводить чрезвычайное положение на неопределённый срок.
Её наличие в государстве позволяет относить государство Бруней-Даруссалам к конституционной монархии, хотя в действительности присутствует неограниченная власть султана, поэтому разделение властей в государстве формально.

## История
Во время Второй мировой войны, после оккупации японскими войсками, военная администрация Брунея установила контроль за его территорией, 6 июля 1946 года султан Ахмад Таджуддин получил полномочия по управлению государством, при одновременном сохранении в стране статуса протектората. В 1950 году власть перешла к султану Сир Омар Али Саифуддину III. После провозглашения в 1957 году независимости Малайской Федерации, и на следующий год Сингапура, в 1959 году в Брунее принята конституция, а султанат приобретал самоуправление. Принятая Конституция образовывала такие совещательные органы, как Совет по религии, по вопросам престолонаследия, Совет министров и Законодательный Совет одновременно исполнявший полномочия парламента без возможности оказать влияние на важные для страны решения. После попыток принять резолюцию о независимости Брунея, в том числе путём восстания, подавленного войсками, запрещена Партия Народа Брунея и в конституцию внесены изменения, а именно возможность султану введения чрезвычайного положения на 2 года, по истечении которых оно продлевалось. До 1967 года Великобритания продолжала настаивать о перестроении системы власти в Брунея, даже после выборов в Законодательный совет в 1965 году, о необходимости соответствии демократическим принципам и более представительном правительстве. Не желавший идти на уступки султан 4 октября 1967 года отрекся от трона в пользу наследного принца Сира Хасана Болкиаха Муиззадина Ваддаулаха (Хассанала Болкиаха), а выборы 1965 года являются последними в истории страны. В 1970-х годах действие конституции приостановлено, Законодательный Совет формируется назначениями, Бруней управляется через султанские декреты. В 1971 году султану вверена полная ответственность за порядок в государстве, при оставшемся контроле за внешней политикой британского Верховного Комиссара. С 31 декабря 1983 года ответственность Великобритании за безопасность и внешнюю политику Брунея прекращена полностью. В 1984 г. Бруней вступил в Британское Содружество, присоединился к АСЕАН и стал 159-м членом ООН.

## Структура
Конституция состоит из преамбулы, 12 частей (глав), 87 статьёй и 3 приложений, подтверждения и молитвы.

## Основные положения
Бруней провозглашён малайским исламским демократическим государством. Глава (часть) 3 определяет султана верховным носителем исполнительной власти, которую осуществляет непосредственно, или назначением ответственных перед ним министров и их заместителей из граждан Брунея в любом количестве (п.1—3 ст.4). Конституцией введён Приватный (Тайный) совет (Majlis Meshuarat di-Raja — Маджлис Месюарат Ди-Райа), функциями которого является консультирование султана по вопросам помилования или применения права, изменения положений конституции (ст.5). Глава (Часть) 6 учреждает Законодательный совет (Majlis Meshuarat Negeri — Маджлис Месюарат Негара), каждый депутат которого может выступить с законодательной инициативой или подать прошение Совету, которые рассматриваются в соответствии с регламентом. Депутаты Законодательного совета занимают свои должности так долго, как это угодно султану (п.1 ст.31). Совет не может без разрешения султана обсуждать финансовую политику государства, государственного долга, налоговой политики, государственной безопасности и вооружённых сил. Султан имеет право издавать законы, с согласия и одобрения Законодательного совета (ст.39 Конституции). Закон принимается простым большинством голосов, вступает в силу после подписания султаном. Судебная власть состоит из Верховного и Апелляционного судов, субординационного суда, состоящего из судов магистратур. Наравне с ними существует система шариатских судов по вопросам исламского права, законы шариата применяются только к мусульманам. 

### Внесение поправок
Согласно п.1 ст. 84 султан может изменить или отменить любое положение конституции, другие способы изменения Конституции не применяются. При этом перед внесением изменений султан может советоваться с Тайным советом (п.2 ст. 84), но не обязан следовать его рекомендациям.
Поправками 1971 года и 1984 года упразднены некоторые государственные должности (Государственного секретаря, секретаря финансов и др.), взамен учреждён Кабинет министров, а султан возложил на себя полномочия премьер-министра, министра финансов и министра внутренних дел, последние две должности оставил в 1986 году, взяв обязанности министра обороны. В 1986 году основаны посты Заместителя министра и Поверенного в делах султана. В 2004 году внесены поправки, допускающие избрание 15 (из 40) членов Законодательного совета.